# Cabatuan
Cabatuan est une municipalité de la province d'Iloilo, aux Philippines.